# Lecudina pelmatomorpha
Lecudina pelmatomorpha is een soort in de taxonomische indeling van de Myzozoa, een stam van microscopische parasitaire dieren. Het organisme komt uit het geslacht Lecudina en behoort tot de familie Lecudinidae. Lecudina pelmatomorpha werd in 1969 ontdekt door Schrevel.